# 53258 Kerryannlecky
53258 Kerryannlecky è un asteroide della fascia principale. Scoperto nel 1999, presenta un'orbita caratterizzata da un semiasse maggiore pari a 2,677122 UA e da un'eccentricità di 0,119542, inclinata di 13,362811° rispetto all'eclittica.
Fa parte della famiglia di asteroidi Eunomia.